# Tania Chernova
Tania Chernova (n. 1920) fue una francotiradora soviética. 

## Biografía
Nacida en Bielorrusia su gran pasión era la danza la cual practicaba cuando era niña. En la Universidad estudió medicina.Fue a Bielorrusia para conseguir sacar a sus abuelos de Rusia, pero los nazis los mataron. Se unió a la resistencia. Ella y su grupo fueron a Stalingrado y llegaron a través del sistema de alcantarillado hasta las líneas rusas. 
Participó en la escuela de Vasili Záitsev, donde según la leyenda popular vivió un romance con él. Sin embargo, este hecho no es mencionado en las memorias de Záitsev.
En los tres meses que participó en la defensa de Stalingrado, logró abatir a 80 nazis.